# Tesnoba (roman)
Tesnoba je modernistični roman pisatelja, dramatika in urednika Ivana Potrča. Napisan je bil leta 1991 in izdan istega leta pri Prešernovi založbi v Ljubljani.

## Vsebina
Roman pripoveduje 3. osebni pripovedovalec, ki naj bi pripovedoval in kritiziral takratno sodobno družbo in sistemsko ureditev skozi pogled pisatelja.
Glavna oseba romana je (Vanči) Kolenc, ki si na začetku romana poskuša urediti pokojnino. Želel je, da naj mu priznajo tista tri leta, ki jih je preživel zaprt v koncentracijskem taborišču Mauthausen. Odšel je do zavarovalnice, kjer je srečal Šketo. Njun pogovor o Kolenčevi pokojnini je bil kratek in Kolenc se znajde v pisarni. Pravnica mu pove, da teh treh let ne morejo priznati, ker je bil v Mauthausen poslan kot intelektualec. Kolenc ji je še dodatno razlagal svoje stališče, vendar ga pravnica ni več poslušala in odide iz zavarovalnice.
Ko Kolenc stopi ven iz zavarovalnice na ulice Ljubljane, je hodil in opazoval kako hitro svet okoli njega teče in zablodi nekje v okolici Tromostovja proti staremu trgu, kjer se spomni na Vando. Spomni se kako sta se družila v partizanskih časih in kako ji je lahko zaupal vse tegobe. Težave, ki jih je izpovedoval Vandi so se tikale njegove takrat še živeče žene Bebe. Kolenc ji je pripovedoval, koliko dobrega je storil za Bebo ter kako je Bebo in njegovega sina Luko, ki je bila takrat noseča z njim, rešil pred smrtjo obeh. Kolenc je nadaljeval s svojim govorom in povedal Vandi o tem kako mu je tovarišija odsvetovala poroko s Bebo, vendar se je Kolenc vseeno poročil med časom druge svetovne vojne. Bebini starši niso imeli radi Kolenca, ker je bil komunist in so Bebi odsvetovali, da bi se srečevala z njim, zato so mu podtaknili žensko po imenu Mica Čuček. Oba sta se dobila le nekajkrat, saj je kasneje Kolenc izvedel, za načrt Bebinih staršev. Kolenc je Mico zadnjič videl, preden so jo ubili Nemci. Beba je bila zaradi tega dogodka, da jo starši želijo ločiti od njega, še toliko bolj navezana nanj ter ga prosila naj jo ne zapusti. Po vseh teh dogodkih je v Bebino hišo začel prihajati Cene, ker je želel zvedeti nekaj več glede pobojev na vasi za svojo študijo. Cene je velikokrat obiskal Bebino hišo in povpraševal za Kolenca. Beba je bila zaradi njega čedalje bolj nervozna, ker ni želela karkoli povedati glede Kolenca, saj ni vedela kaj bo z Kolencem naredila država. Potem Kolenc ponovno začne razlagati o drugem dogodku. Tokrat o tem kako so z Vando hodili v koloni in kako mu je razlagala, kako jo je bilo na začetku strah in zdaj ne več, ker ne more ničesar izgubiti. Malo po tem pogovoru so zaklicali Vandino ime in odide stran od Kolenca, ki se je medtem spomnil na dogodek, ko so Vandi prinesli nazaj njenega otroka, ki je bil skrit v času italijanske okupacije. Otrok Vande ni prepoznal kot lastno mater in je bil celo nasilen do nje. Vanda je bila potrta in otrok odide nazaj k svoji krušni materi. Kolenc se je za tem ponovno izpovedoval kako srečen je bil, ko je imel Vando, da se ji je lahko izpovedal.
Vse to so bili spomini, ki se jih je spomnil na poti domov. Ko je prišel domov ni mogel najti Vandine telefonske številke in zato pokliče Vandino prijateljico Metko. Metka mu je takoj dala Vandino telefonsko številko. Kolenc je poklical telefonsko številko in se ni oglasila Vanda, temveč nekdo drug, ki mu je povedal, da Vande že dolgo časa ni doma, in da jo še kak teden ne bo, ker je odšla v tujino. Po klicu se je ulegel na kavč in zaspi.
Roman se nadaljuje z Gečko in Kolencem. Kolenc je imel ženo, ki je že pokojna, vendar je zraven imel še afero z Gečko, ki se še vedno dobivata po mnogih letih. Nadaljuje se s tem, da je Gečka prišla k Kolencu domov in ga zbudi z odpiranjem gumbov na njegovi srajci. Ko se prebudi, ji je poljubil roko in obležal na postelji, ker je bil preveč utrujen. Gečka je zaprla vsa okna in slekla Kolenca. Pripravljala se je na spolni odnos z njim, ko je Kolencu prekipelo, da naj odpre okna, ker je prevroče. Gečka ga je ubogala in odprla okno. Prosil jo je, naj mu ne zameri in ji razlaga, da se danes samo slabo počuti.
Kolenc si je velikokrat očital, da je imel afero z Gečko. Kadarkoli je bil z Gečko je Beba že vse vedela. V romanu pripovedovalec pripoveduje o dogodku, ko je žena neki dan zasačila Kolenca z Gečko. Kolenc je spraševal neumna vprašanja in si izmišljeval izgovore, zato da bi se rešil iz situacije, vendar je bilo Bebi že vse jasno, da jo je Kolenc varal. Pripovedovalec nadaljuje pripoved s tem kako se Kolenc spominja na tiste počitnice, ko Luke in Bebe ni bilo doma in je bil sam z Gečko. Takrat ji je Kolenc tudi povedal, da tako ne more več naprej, in da bi bilo bolje, če bi si ona našla mlajšega moškega. Gečka si tega ni želela, ker je bila preveč zaljubljena v Kolenca. Vendar čez nekaj tednov je bila Gečka že v zvezi z mlajšim moškim. Vseeno pa je bilo Kolencu hudo zanjo in je bil tudi ljubosumen, saj jo je še vedno imel rad.
Roman se nadaljuje s spominom na Bebo in Luko. Kolenc se spominja na dolgotrajno umiranje njegove bolne žene Bebe. Po vsem tem razmišljanju se ponovno spomni na Gečko, ki je bila zraven njega v postelji. Gečka mu je govorila, kako je samo njen ter naj se prepusti strastem in na koncu sta se oba prepustila svojim čustvom.
Roman se nadaljuje s sestankom na seji v  časopisnem podjetju Proteus. Na tem sestanku so bili Tobijas (generalni direktor), Kojc (obratni direktor), Janči (tajnik),  Šporn, Kolenc, Vencelj (Bartl) in Hrenko. Ponedeljkov sestanek je bil sklican zaradi objavljene karikature pošasti v internem časopisu, ki je predstavljala podjetje Proteus in v njem pomembne ljudi. Na tem sestanku so razglabljali, kdo bi bil lahko kriv za to objavo, kdo je izdajalec in kdo ne. Tobijas je bil zelo jezen, saj se mu gre za ogled podjetja najbolj pa za njegove procente in zaslužek. Na koncu sestanka naj bi obtožili Venclja za objavo te karikature.
Po seji je Hrenko zapustil Proteus kmalu za tem ga je Tobijas želel pri sebi. Poklical je tajnico Meri in mu pove, da Hrenka ni in da ne ve kdaj bo prišel nazaj. V jezi ji je zabičal, naj mu pove, da naj pride takoj nazaj v njegovo pisarno. Med čakanjem na Hrenka se je spomnil na Ladko (njegova ljubica). Medtem je v pisarno stopil Janči, ki je Tobijasu povedal, da so zasegli vse časopise s to karikaturo, katerega urednik je bil Vencelj. V tem trenutku se Tobijas odloči, da bo opustil Venclja.
Po pogovoru pri Kojcu glede novih tiskarskih strojev iz Zahodne Nemčije se Tobijas želi odpraviti domov, vendar njegovega šoferja, ne mercedesa ni bilo. Iz jeze je klical Meri, kjer je zvedel, da je šoferja sama poslala v butik po kravate. Kmalu se je prikazal njegov šofer in ga odpeljal domov. Ko je prišel domov, je slišal glasno predvajanje glasne glasbe iz njegove hiše. Vedel je, da je glasba delo njegovega sina Perčija. Pogledal je po celotni hiši in Perčija ni našel nikjer. Pogledal je še v svoj domači kabinet in ga našel. V kabinetu polnem dima so bili Perči in njegova druščina. Tobijas je v jezi začel odpirati okna in izklapljati instrumente iz vtičnic in sinu povedal, da ne bo več pošiljal denarja za njegov teater. Po vsem tem se je  Tobijas vlegel na kavč in se spomnil na Ladko.
Kasneje se je pripeljal Tobijasov šofer Ferenc in dal kravate njegovi ženi Katri. Katra je Tobijasu povedala, da ga bo jutri ob petih zjutraj šofer prišel iskat in ga bo odpeljal na letališče, kjer bo odpotoval v Nemčijo na poslovni sestanek za nekaj dni. Ferenc je odpeljal Tobijasa nazaj v Proteus kjer so imeli sestanek. Sestanek je bil kratek in že je Tobijas klical, da bi ga odpeljali domov. Oglasila se je žena in mu povedala, da njegovega peugeota ni, ker se je z njim odpeljal Perči. Od jeze je odložil slušalko in odšel s avtobusom do Ladke. Ko je prišel do Ladke je bil izmučen in se ulegel na kavč. Tobijas je ves dan komaj čakal, na druženje z Ladko, in da bo z njo imel spolni odnos. Ladka ga ni želela utrujati in ga je pustila spati na kavču. Sredi noči so klicali Ladko, če ve kje je Tobijas, ker so ga nujno potrebovali v podjetju. Ladka jim ni povedala ničesar, zato da ne bi izdala Tobijasa. 
Ko se je sredi noči Tobijas zbudil, je opazoval okolico Ladkine stolpnice. Na ulici je opazil žensko, ki je ležala na klopi, ob njej pa je bil nek moški, ki jo je želel pretepsti. Tobijas je stopil v bran tej neznani ženski. Neznani moški je stopal proti Tobijasu in v strahu Tobijas zbeži stran in potem domov. Sredi noči je prišel domov in na dvorišču opazil razbit peugeot. Z močno jezo je stopil v hišo in vstopil v sinovo sobo. Tobijas ga je grobo zbudil in ga nadiral in spraševal zakaj je avto razbit in kaj je naredil z njim. Perči je povedal, da naj bi njegova druščina poškodovala avto istočasno pa je on očeta spraševal kaj hodi tako pozno domov. Vsem je bilo jasno zakaj in na to se je njegova žena že privadila.
Zjutraj je prišel šofer po Tobijasa, da ga odpelje na letališče Brnik. Šofer mu je med vožnjo povedal, da se bo moral sam peljati naprej do Brnika, ker je Ferenc moral iti po Jančija. Tobijas je bil spet jezen in spraševal zakaj ga ne more peljat na letališče. Ferenc mu pove, da ga je Janči že ponoči klical, in da ga je Ferenc tudi klical, vendar se je oglasila Ladka, ki ni želela povedati, da je Tobijas pri njej. Po pol ure vožnje prispeta pred Proteus, kjer ju že čaka Janči. Janči je imel dve kuverti za Tobijasa, ki sta bila poslana od Venclja. V tih dveh kuvertah je bilo neko Vencljevo pisanje in opravičilo Tobijasu. Tobijas je Jančiju rekel, da naj te papirje obdrži zase, saj se ni želel ukvarjati z Vencljem. Potem so se vsi odpeljali do letališča, vendar je Janči še vedno moral oddati te papirje Tobijasu in na letališču je Tobijas ravno srečal partizanskega znanca. Medtem, ko se je Tobijas pogovarjal z njim, je Janči potisnil kuverti v Tobijasov plašč.
Roman se na tem mestu preseli dva dni nazaj na Kolenca, ki je ležal v postelji. Kolenc je zagledal sliko svojega sina in se ponovno spomni preteklosti njegovega sina in Bebe. Njegovo razmišljanje je prekinil Luka, ki je hodil po sobi. Kolenc ga je vprašal, če potrebuje kaj denarja in ni čakal na njegov odgovor, samo dal mu ga je. Kasneje je ta denar Kolenc našel v veži. Na enkrat je zazvonil telefon. Bil je Vencelj in je prosil, če se lahko oglasi pri njem. Ko je Vencelj prišel do Kolenca je bil ves šokiran ter živčen in razlagal Kolencu kako so mu vsako delo v Proteusu prepovedali in kako mu bodo odnesli vse iz pisarne. Kolenc je mislil, da Vencelj pretirava, vendar se je izkazalo, da ne pretirava s tem, da ga je Tobijas odpustil. Medtem, ko je bil Vencelj na robu panike, je Kolenc poklical Jančija in ga vprašal kaj se dogaja z Vencljem. V pogovoru je zvedel, da ga je Tobijas resnično odpustil.
Naslednje jutro sta Kolenc in Vencelj odhitela do stolpnice, kjer je bival Janči. Prinesla sta mu dve kuverti, ki ju je kasneje izročil Tobijasu na letališču. Za tem je Kolenc odšel domov. Naslednji dan se je Kolenc odpravil v Proteus in videl, da dva delavca pospravljata Vencljevo pisarno. Oba delavca je vprašal, če je Vencelj prišel v Proteus in sta oba zanikala. Nato je Kolenc vprašal kam nosita Vencljeve stvari in sta mu odgovoril, da jih nosita v skladišče. To je Kolenca malo razjezilo in ju povprašal, kdo jima je to naročil. Oba sta omenila Kojca, obratnega direktorja. Kolenc je odšel v Kojčevo pisarno in čakal. Med čakanjem se je ozrl po pisarni in zagledal posušen cvet bodeče neže in se s tem spomnil na prejšnjega obratnega direktorja Centa. V tem trenutku je v pisarno stopil Kojc. Oba sta se pogovarjala o Centu in kako Kojc ne želi biti tak kot Cent. Cent je bil naravnan za dobro sodelavcev in ne za dobiček kot Kojc. Po tem pogovoru sta se preusmerila na Venclja. Kojc mu pove, da so Venclja odpustili, zato ker je bil obtožen objave tistega časopisa s karikaturo in ker potrebujejo denar za nove tiskarske stroje. Njun pogovor se je zaključil, ko je tajnica preusmerila klic Kojcu.
Po pogovoru s Kojcem se je Kolenc odpravil do Venclja. Ko je bil v bližini njegove hiše je zaslišal glasbo. Ni vedel od kod prihaja dokler ni bil pred Vencljevo hišo. Kolenc je potrkal in na vratih se mu je oglasila starejša gospa. Povprašal je za Venclja in mu je odgovorila, da je doma v sobi od koder je prihajala glasna glasba. Kolenc je stopil pred vrata njegove sobe, vendar ga Vencelj ni spustil notri. Za vsakič, ko ga je Kolenc prosil naj ga spusti notri, je Vencelj zviševal glasnost glasbe, do te meje, da je bilo že nevzdržno. Starka je Kolencu povedala, da se tako obnašanje že nekaj časa dogaja in tudi od takrat, ko ga je Tobijas odpustil. Potem, ko Venclja ni mogel priklicati iz njegove sobe je odšel domov. Doma je na mizi opazil listek z Gečkino pisavo na katerem je pisalo, da se bo Vanda naslednji teden vrnila domov, ter da jo lahko pokliče. 
Bilo je konec dneva in Kolenc je pred seboj imel Gečko. Gečka je bila žalostna, saj se njen mož (Fridl) vrača domov. V žalosti mu pove, da bi se morala z njim že prej ločiti, saj je njen mož ne spoštuje in ne ravna lepo s njunim otrokom. Kolenc jo je poskušal pomiriti, vendar ni pomagalo. Kolenc ji je nato rekel, da bi bilo bolje, če se obleče in odide domov. Kolencu je bilo hudo za Gečko, za to kar je prestajala s svojim možem. Ko je Gečka odšla in Kolenca pustila samega se je ponovno zagledal v sliko svojega sina. Ponovno je pomislil na čase, ko je bil sin mlajši in ko je bila Beba še živa. Kolenc obžaluje, da ni več časa preživel s svojim sinom, ko je še imel čas. Spomnil se je tudi časov, ko je bil velikokrat srečan s smrtjo, kar ga še danes muči. Na koncu se je še spomnil na Venclja in si ponavljal stavek »Sonček generalnega… sonček generalnega…«
Naslednje jutro se misel na Venclja ponovno pojavi. Hitro je odšel na avtobus proti Proteusu. Tam mu je Meri povedala, da ga šofer že čaka, da ga odpelje na sestanek. Že med prvo vožnjo do sestanka je Ferenc hitro vozil, ko pa sta se ponoči vozila nazaj, pa je vozil še hitreje. Oba sta se zaradi tega skoraj skregala. Ponovno je Kolencu na misel prišel Vencelj in je želel šoferju povedati, da ga naj pripelje do njega, vendar je prej zaspal. Zbudil se je, ko ga je šofer pripeljal domov. Kolenc je vstopil v hišo in zagledal Gečko. Bila je vsa potrta in jo je vprašal kaj je narobe, ali je bilo kaj z možem narobe. Gečka mu je žalostno odgovorila, da je Fridl imel prometno nesrečo v Nemčiji v kateri je umrl. Gečka je bila vsa iz sebe in Kolenc jo objame. Po smrti njenega moža je morala Gečka veliko postoriti za pogreb in na pogreb se ji je pridružil tudi Kolenc. Po pogrebu jo je spodbudil, da naj moževe sorodnike povabi v gostilno.
Dan po Fridlovem pogrebu se je Kolenc odpravil v Proteus. Vsi v Proteusu so bili otožni in žalostni in Kolencu ni bilo jasno zakaj. Janči mu je povedal, da si je Vencelj vzel življenje. Kolenc je bil šokiran in pogledal na mizo, kjer je videl papir, ki ga je Vencelj napisal pred smrtjo. Kolenc je bil v šoku in ni slišal Meri, ki mu je ponujala pijačo. Ko se je Kolenc ozavestil mu Meri pove, da je že nekaj dni pred njegovo smrtjo slutila, da je z Vencljem nekaj narobe, saj ga je videla kako žalostno se je obnašal. Kolenc je od vsega šoka samo odšel.
Naslednje jutro je Kolenc šel do cvetličarne in kupil šopek telohovega cvetja in ga postavil na grob Bebe in Luke, malo kasneje pa mu je še en šopek prinesel paznik Štefan. Luka se je pred kratkim ponesrečil v gorah in umrl in v Kolencu, se je ponovno nabirala tesnoba. Naslednje jutro mu je Gečka prinesla telohov šopek in ga prišla malo pogledat, ker je vedela, kaj je Kolenc prestal.
Roman se nadaljuje z pogovorom z Tobijasom in Jančijem. Tobijas mu pove, da mu je vseeno kdo bo plačal Vencljev pogreb, in da se ne želi več omenjati Venclja ter da ga naj pusti pri miru, ker mora misliti na podjetje. Tobijas se ni imel časa ukvarjati z Vencljevim pogrebom, saj je ravno dobil posel z Nemčije. Bil je ponosen, da posluje s tako uglednim nemškim podjetjem. Naslednje jutro se je Tobijas prebudil ter pomislil in je bil prav vesel, kako njegovo podjetje Proteus postaja del evropskega trga. Pomislil je na Ladko, kako bo zdaj svet samo njun, in da bo sedaj z njo srečen. Ladki je šel kupit nov mercedes in se spomnil na sina Perčija. Premalo časa je preživel s Perčijem in si je mislil, da bi bilo bolje, če bi z avtom imel nesrečo, kot pa, da bi naredil samomor. Medtem, ko je bil še Tobijas v Nemčiji, je opazil dve mapi v svojem plašču. Spomnil se je, da so od Venclja in jih je s težavo odpiral, ker je vedel, da je Vencelj mrtev. Prvo je prebral Vencljevo pismo. V njem je pisalo, da je Vencelj le želel pomagati podjetju, vendar si je tem nakopal samo težave, ker je želel delati za dobro ljudi. Vencelj je še v svojem pismu opisoval, da ve, da se je Tobijas ljubkoval z njegovo mamo Anjo.
Nekaj dni je minilo in Kolenca v vseh teh dnevih ni bilo v Proteus. Poklicala ga je Meri, da ga pride nekdo iskat, in da ga pelje na pogreb. Povedala mu je še, da se je Vanda vrnila, in da se bo oglasila pri njem. Zaradi te novice o Vandi je bil presrečen in se odločil, da bo prišel v Proteus. Ko je Kolenc prišel v Proteus je bil poklican k Tobijasu. On ga je prosil, če bi lahko on imel govor danes na pogrebu. Kolenc je predlagal, da bi on lahko imel govor, vendar je Tobijas zanikal, saj se širijo govorice po Proteusu, da je on imel afero z Vencljevo mamo. Ko je bil čas za pogreb je Hrenko prosil Kolenca naj spregovori pred ljudmi. Kolenc je spregovoril in povedal vso resnico, ki se je dogajala Venclju.
Po pogrebu se Kolenc vrnil domov in je na kavču zagledal Gečko. Gečka je bila vsa žalostna in si je zažela njegove bližine. Kolenc ji je povedal, da ima otroka, in da ne more biti več z njim. Gečka ga potem obtoži, da je nima rad, kar pa je zavrnil, saj še vedno hrani njena pisma. Kolenc teh pisem še ni prebral, vendar mu je Gečka napisala v pismih, da ko jih prebere naj jih uniči. Kolenc je prebiral njena pisma, in ko jih je prebral, je bil vesel, da jih ni uničil. Roman se zaključi z odprtim koncem.

## Kritika
»Potrčev pisateljski come back je presenetljivo in hkrati svojevrstno literarno dejanje: preseneča s tematskim (pa tudi stilnim) prestopom njegovega pisateljsko sporočilnega interesa in pozornosti iz pretežno ruralne v aktualno, urbano, sedanjim previranjem lastno eksistenčno in eksistencialno snov ter skuša izzveneti, obenem, kot neke vrste labodji spev vsemu, kar se je skozi zadnja leta ali desetletja nabralo v individualnem in kolektivnem doživljajskem habitusu.« Po mnenju Viktorja Konjarja naj bi Potrč skozi roman Tesnoba opisoval svoje občutke in doživljanje v času svojega življenja. (Konjar, 1992: 568)